# 4. Buch der Makkabäer
Das vierte Buch der Makkabäer (oder Über die Selbstherrschaft der Urteilskraft) ist ein apokryphes Buch des Alten Testaments. In vielen orthodoxen Kirchen erscheint es als Anhang zum Alten Testament der Bibel, in westlichen Bibeln ist es dagegen üblicherweise nicht enthalten.
Das Buch ist in 18 Kapitel unterteilt, die aus insgesamt 484 Versen bestehen. Namensgebend sind die Makkabäer, die Anführer eines jüdischen Aufstandes gegen das Seleukidenreich.

## Entstehung
Seit Eusebius von Caesarea († 339 oder 340) wurde das Buch unter dem Titel „Über die Selbstherrschaft der Urteilskraft“ (altgriechisch Περὶ αὐτοκράτορος λογισμοῦ Peri autokrátoros logismú) Flavius Josephus zugewiesen. Aus inhaltlichen und sprachlichen Gründen ist diese Zuweisung abzulehnen. Vielmehr ist das Buch von einem rhetorisch gebildeten, hellenistischen Diasporajuden im syrischen Antiochien gegen Ende des ersten Jahrhunderts „in einem guten bis vorzüglichen Griechisch abgefasst“ worden. Die lateinische Fassung Passio SS. Maccabaeorum (auch Machabaeorum) ist gegen Ende des 4. Jahrhunderts oder zu Beginn des 5. Jahrhunderts in Frankreich entstanden und ist eine sehr freie Wiedergabe der griechischen Vorlage.

## Inhalt
Das Buch ist als eine philosophisch-ethische Rede konzipiert. Es versucht, die These zu beweisen, dass die Vernunft Herrscherin über die Triebe ist, und verwendet dazu Beispiele aus dem 2. Makkabäer-Buch (Kap. 6 und 7), weshalb es an die Makkabäerbücher historischen Inhalts angereiht wurde. In Vers 9 des einleitenden Teils heißt es z. B. über Eleasar und die sieben Brüder: „Denn indem diese der Schmerzen bis zum Tod allesamt nicht achteten, zeigten sie, dass die Vernunft über die Triebe Gewalt hat.“ So mahnt es die Juden zur Treue zum Gesetz.
Das Buch bezieht sich zwar auf Ereignisse der jüdischen Geschichte, ist aber insgesamt sehr stark von der griechischen Populärphilosophie, vor allem der Stoa, geprägt.